# Woody Herman
Woodrow Charles Herman, detto Woody (Milwaukee, 16 maggio 1913 – Los Angeles, 29 ottobre 1987), è stato un clarinettista, sassofonista, cantante e bandleader statunitense.
Herman è noto soprattutto per essere stato un formidabile scopritore di talenti e per aver diretto una lunga serie di orchestre (chiamate "herds", cioè "mandrie" o "greggi" da un gioco di parole sul suo cognome: in inglese Herman si pronuncia come "herdsman", cioè "mandriano" o "pastore") che ebbero quasi sempre un grande successo anche dopo la fine dell'era delle big band (che vide il suo culmine tra gli anni venti e gli anni quaranta del XX secolo), allineando il proprio messaggio musicale alle tendenze della musica del periodo e rimanendo in attività fino quasi alla sua morte. Fu uno dei pochissimi direttori di big band dell'età dello swing (gli altri furono Duke Ellington, Stan Kenton, Earl Hines e Count Basie) a poter vantare una carriera così prolungata.

## Gli inizi
Woodrow Charles Thomas Herman nacque a Milwaukee, in Wisconsin il 16 maggio 1913, da Ray e Myrtle Herman. Da bambino lavorò negli spettacoli di vaudeville, divenendo un sassofonista professionista all'età di 15 anni. Nel 1931, incontrò l'aspirante attrice Charlotte Neste, che sarebbe in seguito divenuta sua moglie.
Herman fece parte dapprima dell'orchestra di Tom Gerun, con cui registrò, come cantante, Lonesome Me and My Heart's At Ease. Fu poi con le orchestre di Harry Sosnick, Gus Arnheim e Isham Jones. Quest'ultimo era un autore di successo ed era stanco dell'attività di bandleader, preferendo quella di autore. "Mentre eravamo con Jones, quando sentimmo che Isham stava per mollare discutemmo sulla possibilità che Woody diventasse il direttore". Herman finì per assumere il ruolo di Jones, che si ritirò.

## L'orchestra che suona il blues (1936-1943)
La prima formazione di Herman divenne famosa per le sue orchestrazioni di brani blues ed era perciò chiamata anche "The Band That Plays The Blues".
Il 12 aprile 1939 Herman registrò Woodchoppers' Ball, il suo primo e più grande successo commerciale, con Herman stesso al clarinetto, Neal Ried al trombone, Saxie Mansfield al sax, Steady Nelson alla tromba e Hy White alla chitarra. 
La stessa formazione ebbe altri notevoli successi: Blue Flame, Dupree Blues, Blues Upstairs and Downstairs e Blues in the Night (prima posizione nella Billboard Hot 100 nel 1942) con Joe Bishop al flicorno, Tommy Linehans al pianoforte, Cappy Lewis alla tromba ed una robusta sezione ritmica costituita da Walt Yoder e Frankie Carlson.
Nel 1940 la rivista Down Beat classificò l'orchestra, che registrava per la Decca Records, al terzo posto in popolarità fra le big band. L'orchestra fu chiamata per la prima volta "la mandria (herd) di Herman" in una pubblicità per strumenti bandistici della ditta Martin, sul numero di Down Beat del 1º aprile 1941.
La vera e propria "prima mandria" prese gradualmente forma nel corso degli anni quaranta: "L'orchestra subì un gran numero di cambi di formazione, ad esempio con l'introduzione di Chubby Jackson nel 1943 e di Neal Hefti, Ralph Burns, Flip Phillips e Bill Harris nel 1944"

## Primo gregge 1944-1946
"Alla fine del 1944 [...] Woody firmò con la Columbia Records. Disse poi che gli era piaciuto il suono che i fonici della Columbia avevano ottenuto alla Liederkrantz Hall a New York [...]." La Liederkrantz Hall era stata una chiesa ed aveva un soffitto molto alto. Il contratto con la Columbia coincise con un cambiamento di repertorio, che per la durata della "prima mandria" fu molto influenzato da Duke Ellington e Count Basie. I brillanti arrangiamenti dell'orchestra, che combinavano temi bebop e una ritmica swing divennero estremamente popolari.
Nel febbraio del 1945 l'organico era costituito da Sonny Berman, Pete Candoli, Billy Bauer, Ralph Burns, Davey Tough Flip Phillips.. Il 26 febbraio 1945 Herman registrò Caldonia. "Ralph (Burns) sentì Louis Jordan cantare Caldonia in uno spettacolo teatrale e scrisse le dodici battute di intro e le otto del finale...ma la cosa più stupefacente della registrazione sono le otto battute di tromba verso la fine." Queste otto battute sono state in passato attribuite a Dizzy Gillespie, ma il trombettista era in realtà Neal Hefti.
Nel 1946, l'orchestra fu prima in classifica come migliore orchestra nei sondaggi di Downbeat, Metronome, Billboard ed Esquire, compilati raccogliendo le opinioni di musicisti professionisti. Igor' Fëdorovič Stravinskij scrisse per loro Ebony Concerto di cui Herman ebbe poi a dire "Le cose che facevamo allora, colla prima mandria, erano brani jazz robusti, rumorosi, con molti ottoni, mentre Ebony Concerto è un pezzo delicato, molto triste." Stravinskij pensava che dei jazzisti avrebbero trovato difficile seguire i numerosi cambi di tempo del suo pezzo. Flip Phillips (sax) disse che "durante le prove... c'era un passaggio che toccava a me, e io lo facevo piano, e Stravinskij mi disse 'Suonalo, sono qui!'. Allora lo suonai più forte, e lui mi mandò un bacio." "Ebony Concerto" fu presentato, con esito trionfale, alla Carnegie Hall il 25 marzo 1946.
Nonostante i molti successi, Herman sciolse l'orchestra nel corso dello stesso anno, al culmine della fama. Fu l'unica orchestra, tra le molte che diresse, ad essere anche un successo commerciale, ed egli la lasciò per poter dedicare più tempo alla sua famiglia. In questo periodo, egli si era trasferito a Hollywood, nella casa appartenuta a Humphrey Bogart e Lauren Bacall: sua moglie Charlotte, però, aveva problemi di alcolismo e di dipendenza da narcotici, e questo ebbe probabilmente influenza sulla sua decisione. "Dopo lo scioglimento dell'herd, Charlotte cominciò a frequentare gli Alcolisti Anonimi e smise di bere anche il vino. Herman ricordava, ridendo: 'Una volta andai ad una riunione della AA con Charlotte e ci trovai tutti i musicisti della mia orchestra'".
L'orchestra si sciolse nel dicembre 1946, una data che molti indicano come quella della fine dell'era delle big band: nello stesso periodo si erano sciolte altre otto importanti formazioni. Tra le quali, buona ultima fu la band di Billy Eckstine, col quale, peraltro, nei primi anni cinquanta, Woody inciderà un 33 giri a quattro brani, esibendosi pure in un duetto vocale con Mr.B che all'epoca era il numero uno di tutte le classifiche americane (Billboard, Down Beat e Metronome). Il duetto riguardava Life Is Just a Bowl of Cherries, un brano popolarissimo del 1931, scritto da Ray Henderson, Buddy G. DeSylva e Lew Brown.

## Secondo gregge ed altre orchestre 1947-1987

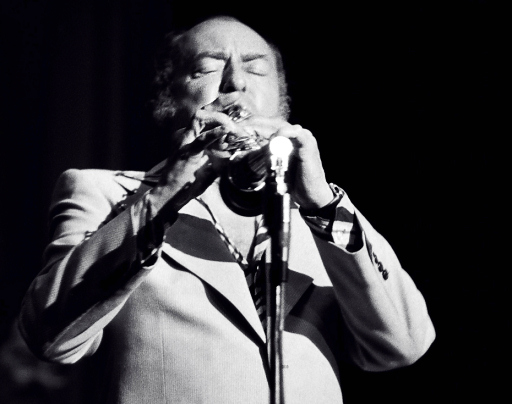
Woody Herman nel 1976

Il secondo gregge fu fondato da Herman nel 1947. Questa orchestra fu anche chiamata "The Four Brothers Band" (l'orchestra dei quattro fratelli), dal titolo del brano Four Brothers, scritto da Jimmy Giuffre e registrato il 27 dicembre 1947 per la Columbia. "Il brano è basato sul giro di Jeepers Creepers e mette in evidenza la sessione sassofoni - tre tenori e un baritono...". Gli assoli, nell'ordine, sono di Zoot Sims, Herbie Steward, Serge Chaloff (che aveva sostituito Giuffre) e un giovane Stan Getz. Tra le file dell'orchestra figuravano anche Al Cohn, Gene Ammons, Lou Levy, Oscar Pettiford, Terry Gibbs, e Shelly Manne.. Four Brothers fu un successo travolgente, che tutte le future orchestre di Herman dovettero tenere in repertorio. Altri successi furono Early Autumn e The Goof and I.
Herman continuò a fondare e a dirigere orchestre: il terzo gregge, col tenorsassofonista Richie Kamuca, durò dal 1950 al 1956, e il "Thundering Herd" (mandria tonante) vide varie edizioni tra il 1959 e il 1987. Il terzo gregge intraprese anche una tournée di successo in Europa. Herman cercava di assumere i migliori tra i giovani musicisti e arrangiatori e di conseguenza le sue orchestre degli anni sessanta subirono l'influenza della musica rock. "Nel 1968 Woody adottò una sezione ritmica elettronica con un piano e un basso elettrici, combinandola con l'organico tradizionale della big band e ottenendo una singolare pulsazione rock combinata col timbro dei fiati".
Negli anni settanta Herman apparve con Frank Sinatra nella trasmissione televisiva Main Event e nel disco Reprise dello stesso nome. Il 13 ottobre 1974 Sinatra e l'orchestra di Herman diedero un concerto al Madison Square Garden di New York con un repertorio di successi di Sinatra (It Was A Very Good Year, I've Got You Under My Skin, e My Way). Seguì un altro concerto alla Carnegie Hall di un'altra edizione dell'orchestra, che il 20 novembre 1976 commemorò i quarant'anni di direzione di orchestra di Herman.
Nel corso degli anni ottanta Herman tornò ad un idioma jazz più tradizionale, e fu messo sotto contratto dal Concord Music Group (che allora si chiamava Concord Records). Una recensione di uno dei primi dischi Concord, a firma John S. Wilson e pubblicata il 15 marzo 1981 sul New York Times affermava: "Questo disco lo riporta ai giorni precedenti alla prima mandria del 1944 e 1945, allo stile rilassato della sua orchestra degli anni 30, "the band that plays the blues"..."

## Gli ultimi anni
Herman non smise mai l'attività anche dopo la morte della moglie e, quando la sua salute iniziò a declinare, anche per ripagare un ingente debito fiscale che la pessima gestione di uno dei suoi manager degli anni sessanta gli aveva lasciato.
Nel 1985 scriveva Wilson sul New York Times, a proposito di un concerto al Blue Note Jazz Club: "Nel corso di un'ora, Herman ci ha mostrato le sue giovani star: il baritonista Mike Brignola, il bassista Bill Moring, il pianista Brad Williams, il trombettista Ron Stout e ha ricordato a tutti l'asciutto humour con cui interpreta il blues....con gli arrangiamenti di Bill Holman e John Fedchock.... e mostrando tuttora l'influenza di Duke Ellington..."
Quando la sua salute peggiorò ulteriormente, poco prima della sua morte nel 1987, Herman delegò quasi tutte le sue funzioni al primo sax Frank Tiberi che ancora oggi dirige l'orchestra. Tiberi disse che, dalla morte di Herman "Non voglio suonare gli arrangiamenti di nessun altro...rimarremo con quello che faceva Woody."

## Riconoscimenti
Il sito della Concord elenca i premi vinti da Herman nel corso della sua carriera: oltre alle classifiche che capeggiò, gli furono assegnati due Grammy per gli album Encore (1963) e Giant Steps (1973) Gli fu inoltre assegnato il Grammy Lifetime Achievement Award del 1987